# 台鐵1000系客車
臺鐵1000系鋼體客車，是臺灣鐵路管理局莒光號所使用的一種客車車型。

## 概要
臺鐵1000系莒光號其實與10100系同年製造，但10100系是新造車，而1000系為舊車更新車。該型車於1981年～1983年間由30SP32300、35MBK32300、35SP32450、35SPK32450系改造而成。為避免空調故障時造成車廂內通風不良，與以前的莒光號客車相比，靠近車門的大窗改成2個小窗，其中一個可以部份打開(餐車改造車除外)。1990年唐榮鐵工廠將35DC32851與32852餐車改造為35FP1016、1017客車使用。
目前僅留下了FP1000系列，還有FPK1001～1016(1017～1025改造為FPK10600系列)和部份FPK1100，大部份車況尚新的改造為FPK10600系。
- 35FP1000型：17輛。
- 40FPK1000型：25輛，附車長閥。
- 40FPK1100型：10輛，附車長室的客車。

## 保存車輛
- 國家鐵道博物館：
  - 40FPK1100型(共1輛)：40FPK1105

## 改造更新
部分1000系客車已交由隆成發鐵工廠改造為10600系鋼體客車，但是改造因弊端而提前中止，有部分車輛已動工但未改造完成而報廢除籍，其餘尚未動工改造車輛則以原形態繼續使用。
- 40FPK1000型部分改造狀況：

| 改造前車號 | 改造後車號 | 改造狀況 |
| ---------- | ---------- | -------- |
| 40FPK1017  | 40FPK10670 | 改造完成 |
| 40FPK1018  | 40FPK10671 | 半成品   |
| 40FPK1019  | 40FPK10672 | 半成品   |
| 40FPK1020  | 40FPK10673 | 半成品   |
| 40FPK1021  | 40FPK10674 | 半成品   |
| 40FPK1022  | 40FPK10675 | 半成品   |
| 40FPK1023  | 40FPK10676 | 半成品   |
| 40FPK1024  | 40FPK10677 | 改造完成 |
| 40FPK1025  | 40FPK10678 | 改造完成 |

- 40FPK1100型改造狀況：

| 改造前車號 | 改造後車號 | 改造狀況 |
| ---------- | ---------- | -------- |
| 40FPK1101  | 40FPK11611 | 改造完成 |
| 40FPK1102  | 40FPK11612 | 半成品   |
| 40FPK1103  | 40FPK11613 | 半成品   |
| 40FPK1104  | 40FPK11614 | 未改造   |
| 40FPK1105  | 40FPK11615 | 未改造   |
| 40FPK1106  | 40FPK11616 | 半成品   |
| 40FPK1107  | 40FPK11617 | 未改造   |
| 40FPK1108  | 40FPK11618 | 改造完成 |
| 40FPK1109  | 40FPK11619 | 改造完成 |
| 40FPK1110  | 40FPK11620 | 改造完成 |

## 圖片集

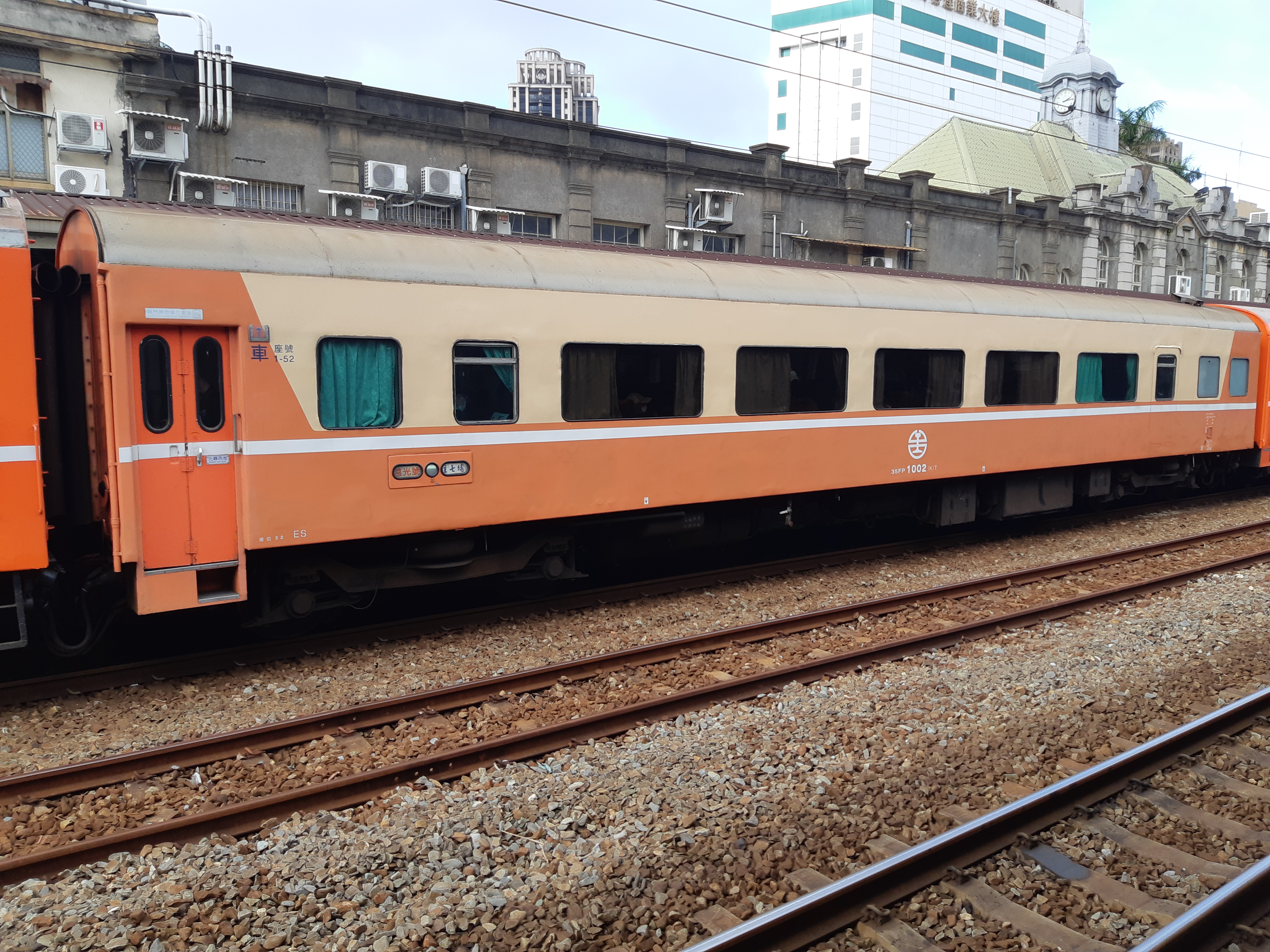
35FP1002(K)T號
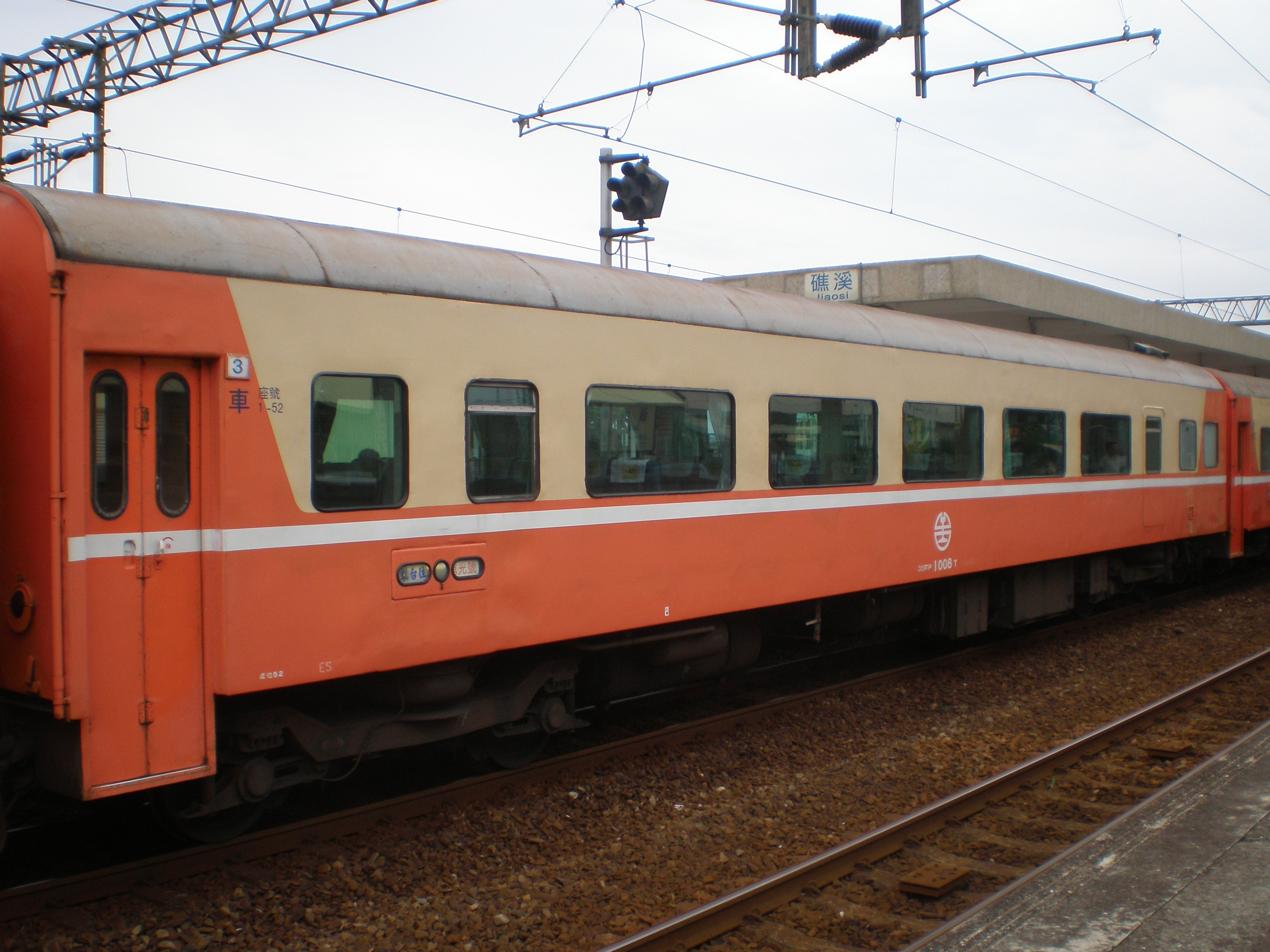
35FP1008(K)T號
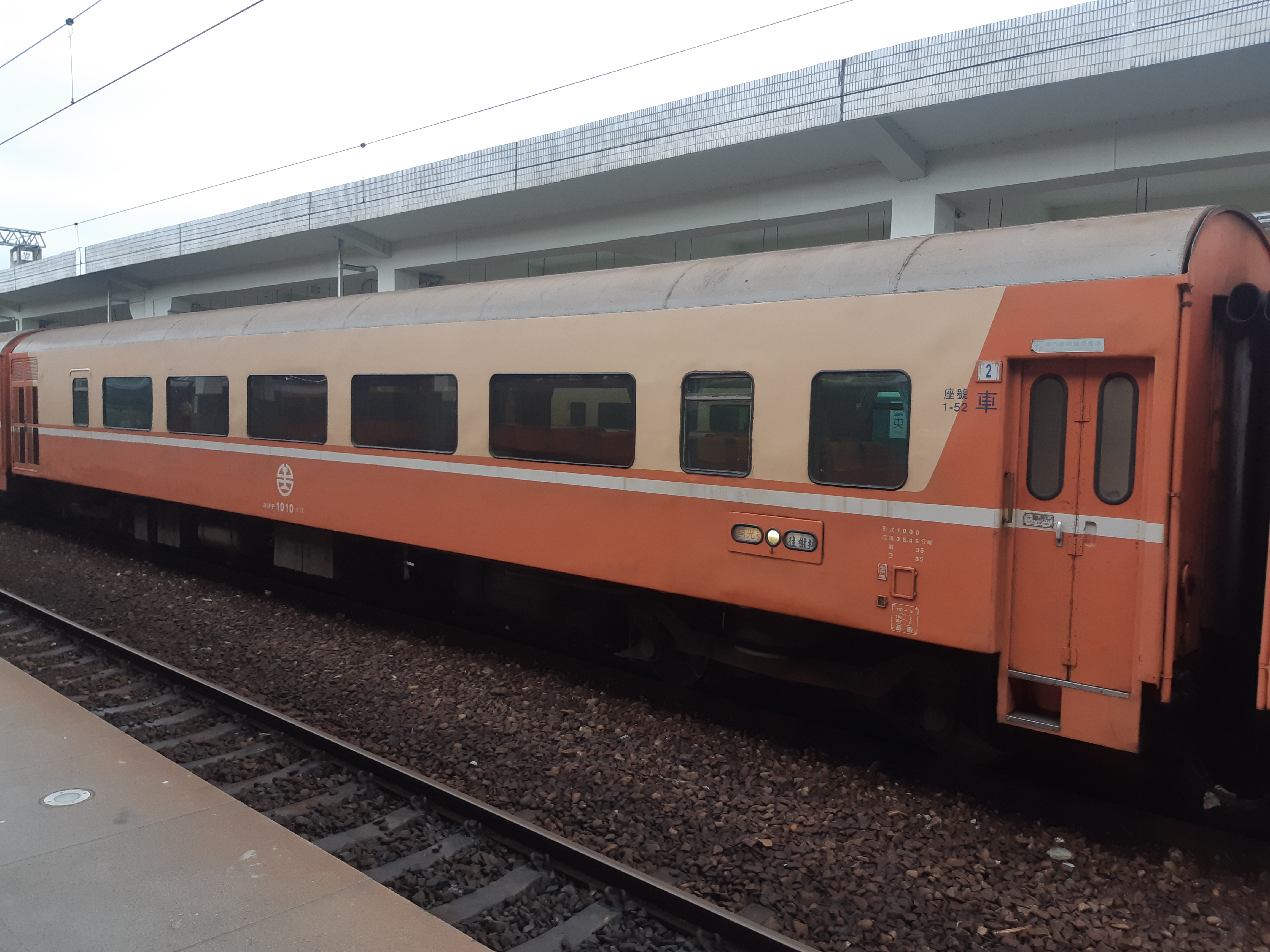
35FP1010(K)T號
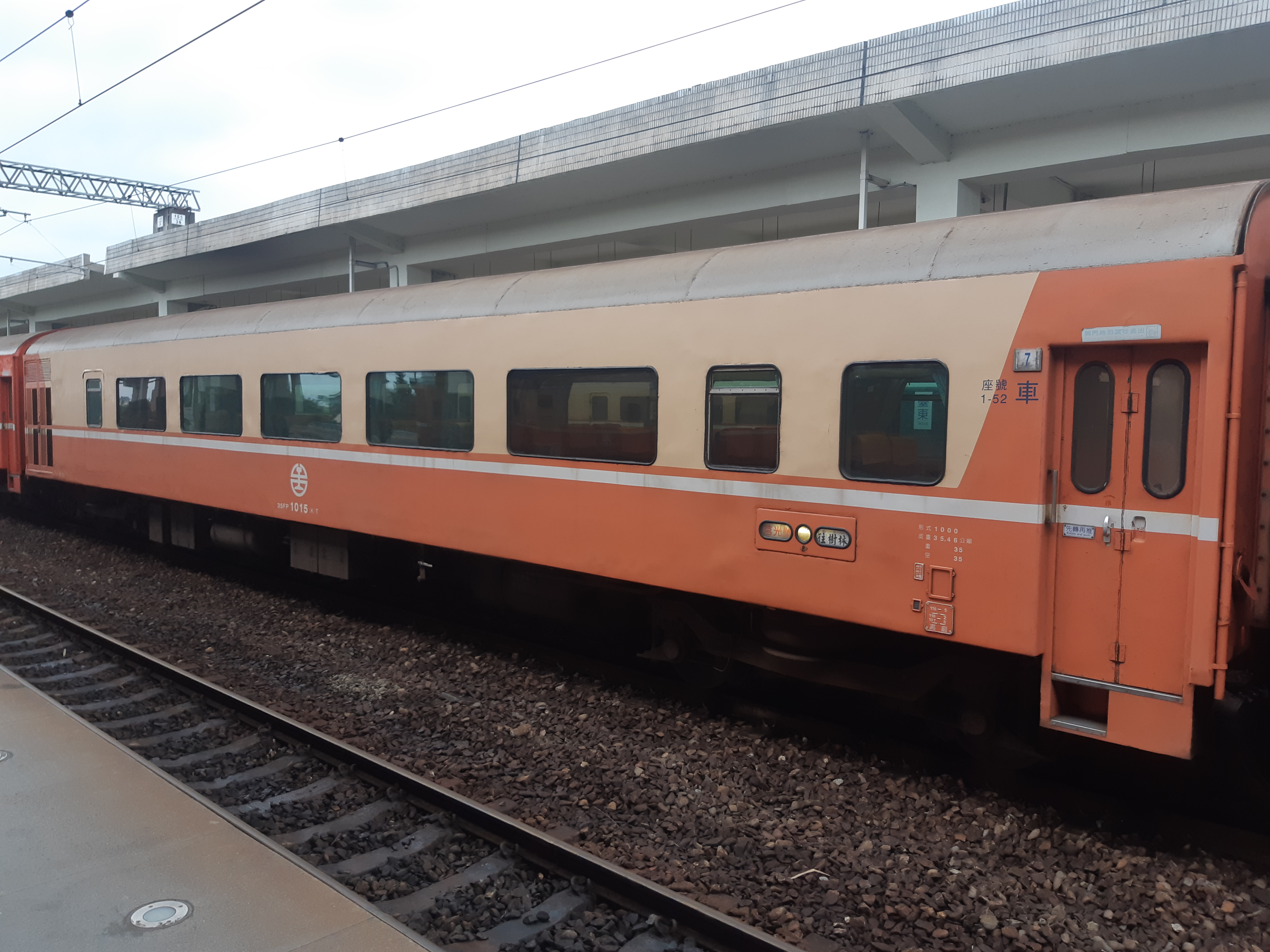
35FP1015(K)T號
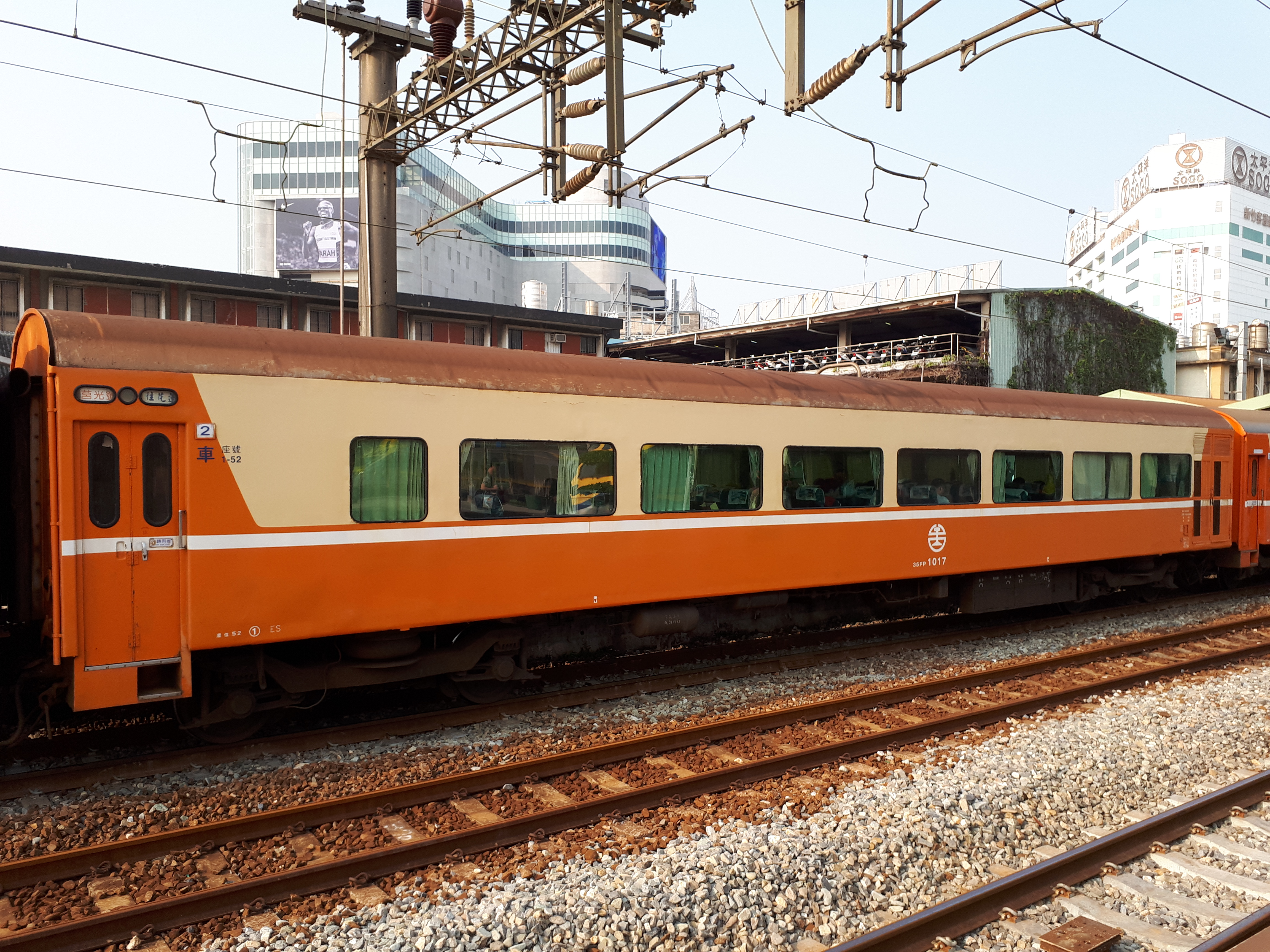
35FP1017號
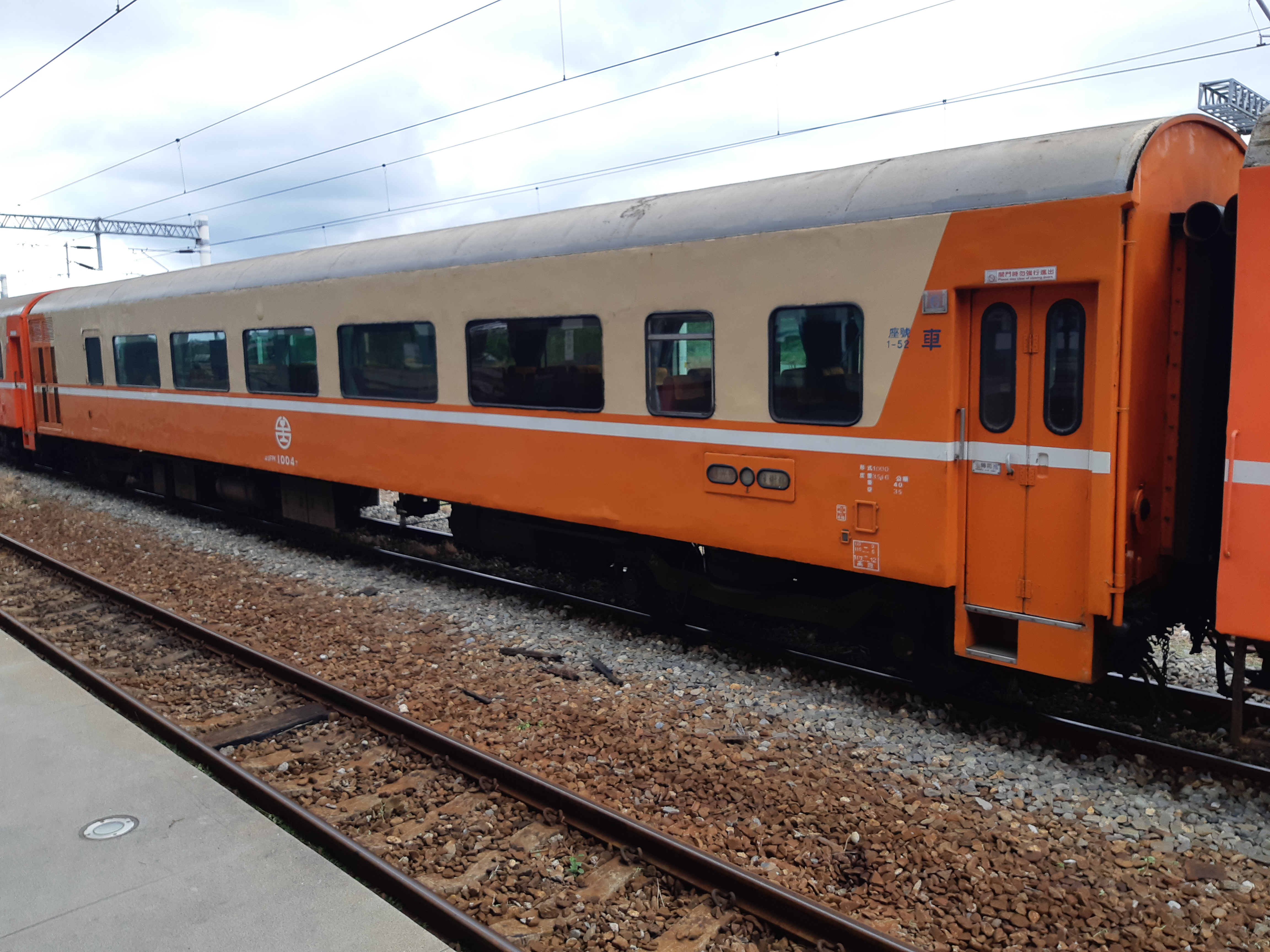
40FPK1004T號
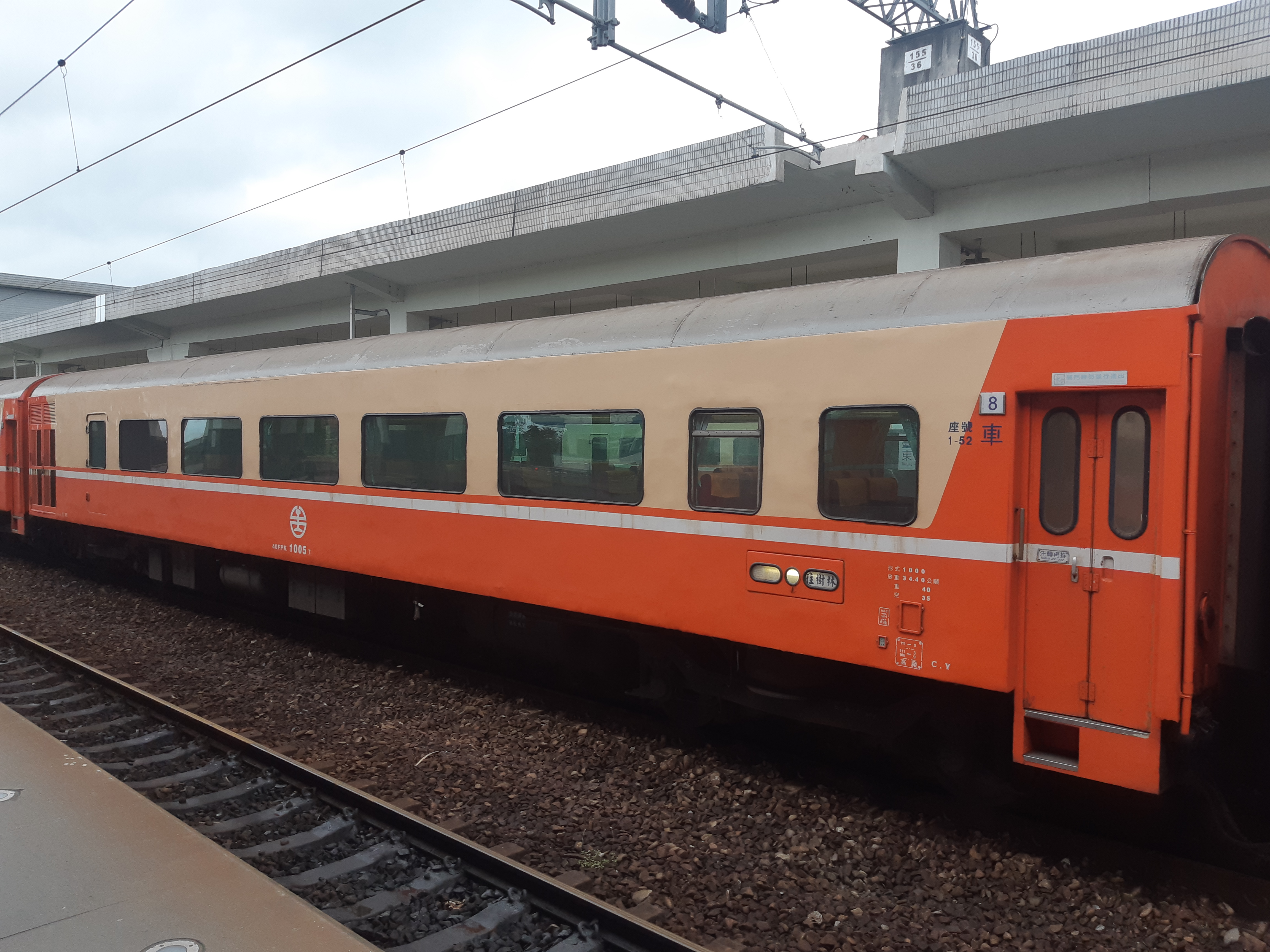
40FPK1005T號
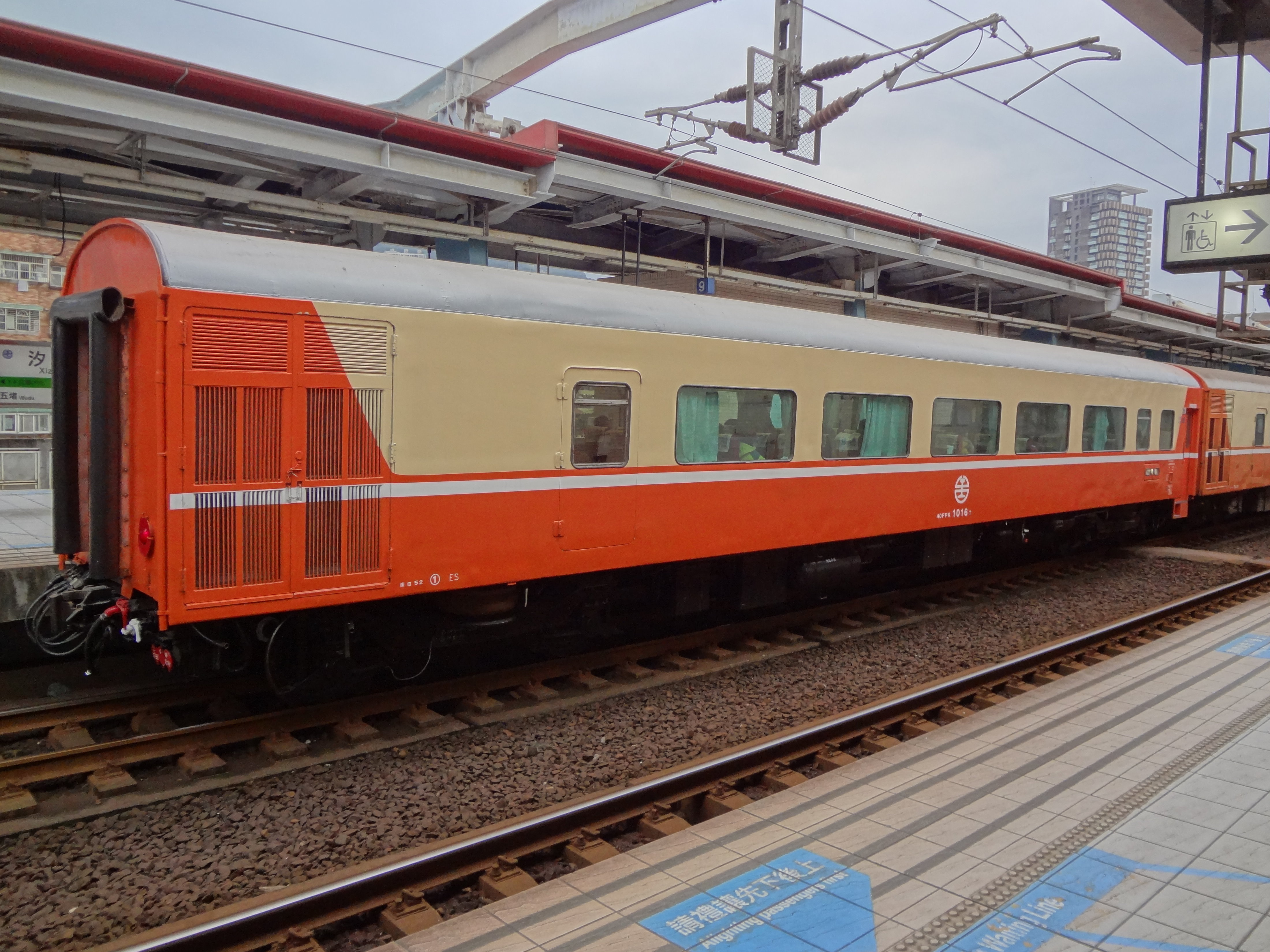
40FPK1016T號
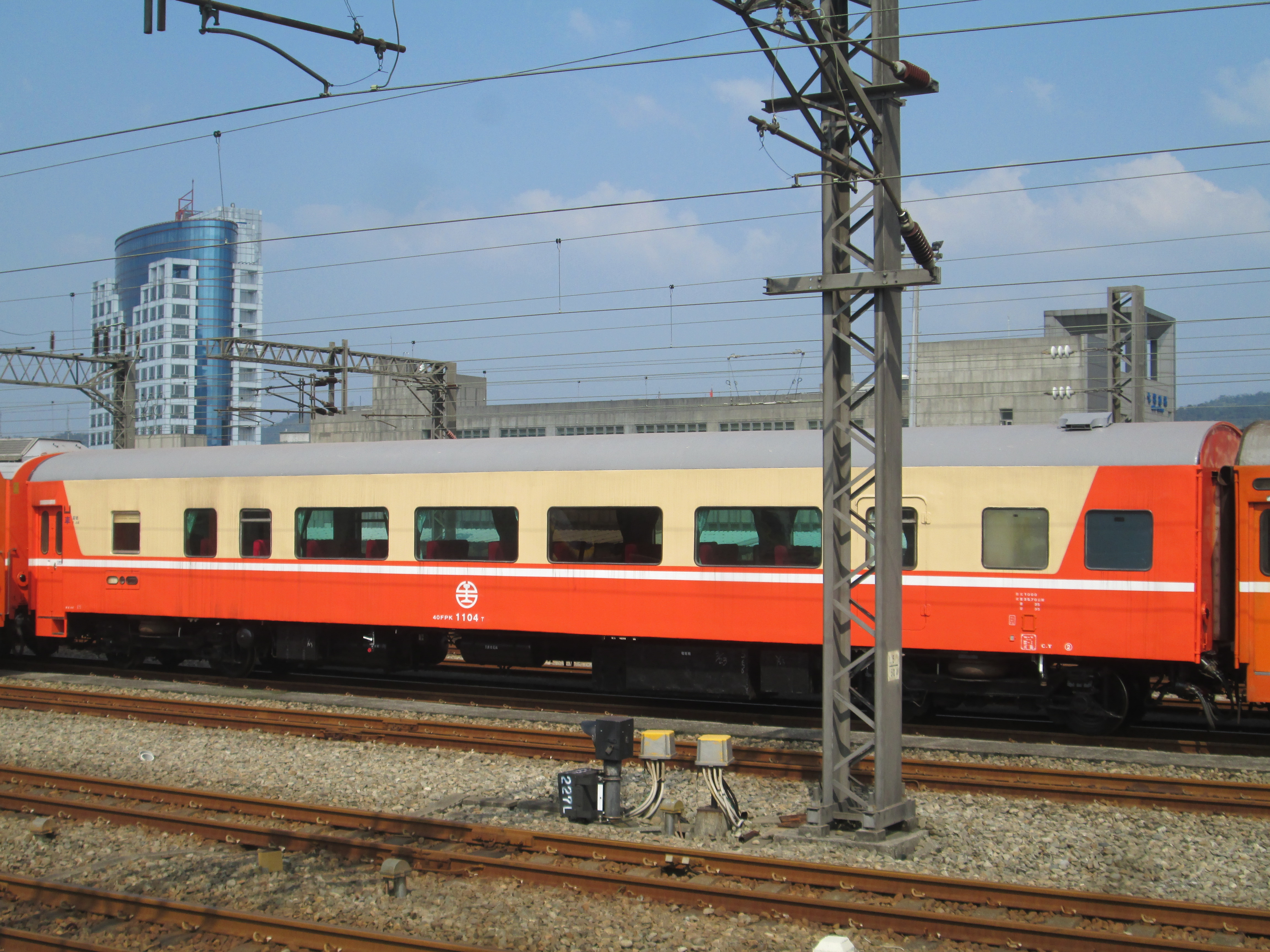
40FPK1104T號